# Edificio ecosostenibile
Un edificio ecosostenibile o edificio sostenibile o green building (lett. "costruzione verde") indica, a livello internazionale, un edificio progettato, costruito e gestito in maniera sostenibile ed efficiente, compatibile con le esigenze dell'ecologia, nonché certificato come tale da un ente terzo indipendente.

## Descrizione
La nascita dell'edilizia sostenibile va messa in relazione alla nuova sensibilità, che negli ultimi 30 anni dopo la prima crisi petrolifera degli anni settanta si è sviluppata intorno ad un nuovo modo di edificare l'ambiente costruito. Quindi i temi dell'energia con il risparmio delle risorse e dell'utilizzo di quelle rinnovabili (sole, vento, acqua, etc.); dell'ecologia sviluppatasi attorno ai temi dell'inquinamento ambientale, che interessa il nostro pianeta, con le sue conseguenze, cambiamenti climatici, gas serra etc.
Da questa base di partenza l'edilizia sostenibile sono divenute un tendenza in crescita nei settori edilizi residenziali e non residenziali, sia nell'America settentrionale che in Europa. Questo ha avuto particolari impatti sul mercato con sviluppo di specifiche tecnologie; nei paesi con tradizione del legno strutturale, ad esempio questo ha influenzato in generale tutta la filiera forestale.
Lo scopo di un'edilizia sostenibile è quello di non danneggiare l'ambiente,  riducendo in maniera significativa, o eliminando, l'impatto negativo degli edifici sull'ambiente e sugli occupanti la costruzione, armonizzandosi con il contesto. Questo avviene utilizzando strategie passive come l'energia solare, l'acqua rigenerata, i materiali da costruzione locali naturali e le fonti di energia rinnovabile. Migliorare la qualità ambientale degli edifici, ridurre drasticamente l'impatto sull'ecosistema e contribuire reciprocamente all'implementazione di protocolli di valutazione energetico ambientale.
Questo ha portato alla creazione di protocolli di progettazione e certificazione degli edifici, come quello Britannico definito il BREEAM, lo statunitense LEED, il Protocollo Itaca, a cui seguono vari metodi di lavoro iiSBE Italia, che certifica secondo il Green Building Challenge, SB Method. Tale attività e gestione edilizia segue metodologie e requisiti, che sono in continua evoluzione, ma che si riferiscono universalmente ai seguenti fini di programma:
- sito: Salvaguardia e sviluppo ambientale e storico del contesto;
- energia: Razionalizzazione del consumo e produzione delle fonti energetiche;
- Acqua: Tutela e riutilizzo della risorsa acquifera;
- ecocompatibilità: utilizzo preferenziale di materiali e pratiche ecosostenibili, riciclabili e locali;
- Qualità ambientale: Ottimizzazione del benessere fisico e psicologico interno delle strutture;
- Project management: Razionalizzazione e innovazione delle attività di progettazione, costruzione, gestione e manutenzione.

### Scelte progettuali
Le scelte progettuali effettuate per la realizzazione di un edificio sostenibile cercano di coniugare concetti propri dell'architettura e del design con nuovi valori legati alla sostenibilità degli edifici, (esposizione, trasmittanza, ventilazione naturale ect. Alcune architetture di Renzo Piano cercano, appunto, questo equilibrio tra vecchi e nuovi valori, come nel Museo di Scienze Naturali di San Francisco, nel bel mezzo del Golden Gate Park, o nel Jean-Marie Tjibaou Cultural Center nella Nuova Caledonia nel sud Pacifico.
Le fasi di progettazione, realizzazione e gestione di una costruzione verde sono influenzate prevalentemente dai seguenti fattori:
- Clima;
- Effetto serra;
- Riscaldamento globale e mutamento climatico;
- Ciclo del carbonio;
- Protocollo di Kyōto;
- Cattura e sequestro del carbonio;
- Sviluppo sostenibile;
- Impronta ecologica;
- Capacità portante dell'ambiente;
- Sezione II: Conservazione e Gestione delle Risorse per lo Sviluppo di Agenda 21;
- Analisi del ciclo di vita;
- Energia grigia;
- Risorse rinnovabili;
- Prestazioni energetiche dell'involucro edilizio;
- Isolamento termico e Isolante termico in edilizia;
- Riciclaggio dei materiali edili.

A sua volta, chi decide di progettare un edificio sostenibile andrà inevitabilmente ad influenzare gli acquisti verdi e l'edilizia popolare.

### Risorse efficienti
Un edificio sostenibile può dichiararsi tale solo se viene realizzato con materiali e prodotti aventi le seguenti caratteristiche:
- naturali, abbondantemente disponibili o facilmente rinnovabili: materiali raccolti da fonti gestite in modo sostenibile (come da Rapporto Brundtland) e, di preferenza, dotati di una certificazione indipendente (ad esempio, certificati PEFC ed FSC per il legno);
- processo di fabbricazione efficiente: prodotti fabbricati con uso efficace delle risorse tra cui la riduzione del consumo energetico, la riduzione al minimo di scorie e rifiuti (a loro volta riciclabili), e la riduzione dei gas a effetto serra;
- disponibili a livello locale: materiali da costruzione, componenti e sistemi acquistabili a livello locale o regionale, in modo da risparmiare energia e risorse durante il trasporto verso il cantiere;
- recuperati, ristrutturati, o ritrasformati: include il salvataggio dei materiali di smaltimento e di rinnovamento, la riparazione, il ripristino o in generale il miglioramento dell'aspetto, delle prestazioni, della qualità, della funzionalità, o il valore del prodotto;
- riutilizzabili o riciclabili: materiali che possono essere facilmente smontati e riutilizzati o riciclati alla fine della loro vita utile;
- confezione del prodotto riciclata o riciclabile: prodotti racchiusi in un contenitore o imballaggio riciclato o riciclabile;
- durevoli: materiali che siano storicamente duraturi o siano assimilabili a prodotti convenzionali con una lunga speranza di vita.

## Principi

### Efficienza energetica ed energie rinnovabili
Tecnologie disponibili commercialmente ed energeticamente convenienti possono ridurre il consumo complessivo di energia. È necessario cominciare a progettare considerando la corretta localizzazione ed orientamento, l'ermeticità della costruzione ma anche il controllo della ventilazione ed apparecchi e sistemi di energia rinnovabile; infine, solo se inevitabile, l'installazione di attrezzature ad alto rendimento energetico. Tali tecnologie possono ridurre la quantità di energia di cui l'edificio ha bisogno per operare e mantenere i suoi occupanti in modo confortevole.

### Impatto ambientale
Il settore delle costruzioni ha un impatto molto forte sull'ambiente. Tuttavia, un edificia sostenibile può interagire in maniera più positiva con l'habitat perché si presta attenzione al mantenimento dell'integrità e delle caratteristiche naturali del sito, progettando anche il paesaggio in maniera appropriata e selezionando materiali che hanno un basso contenuto di energia inglobata e possibilmente prodotti localmente. 

### Conservazione delle risorse
Ci sono molti modi per limitare l'uso di risorse durante il processo costruttivo. Ad esempio, selezionando in fase progettuale quei materiali naturali che siano riciclati o che abbiano la capacità di esserlo, oppure preferendo materiali leggeri, il cui costo di trasporto sia inferiore rispetto a quelli pesanti. Minimizzando gli sprechi in cantiere si ottiene il doppio beneficio di ridurre il consumo di risorse e di inquinare meno. La scelta di un tetto verde riduce sia le dispersioni invernali che gli assorbimenti di calore estivi, oltre che a migliorare la qualità dell'aria. 

### Qualità dell'aria interna
Essendo sigillato, un edificio sostenibile richiede molta attenzione nel controllo della qualità dell'aria interna. In particolare vanno preferiti quei prodotti privi di emissioni di composti organici volatili (VOC), oltre ad un buon impianto di ventilazione meccanica con i relativi filtri. 

### Scelte urbanistiche
Un edificio progettato nel rispetto dell'ambiente e del patrimonio storico esistente è sicuramente meglio accettato dalla comunità. Un edificio sostenibile posizionato in modo da avere facilità d'accesso ai trasporti pubblici, ai servizi sanitari, ai centri commerciali e ai luoghi di divertimento diminuirà il bisogno di spostamenti in automobile, incoraggiando le passeggiate o l'uso di biciclette, e ridurrà il fenomeno di città diffusa (sprawl metropolitano).

## Sistemi di rating
- Protocollo ITACA
- L.E.E.D.
- GREEN GLOBES
- Ecolabel
- SB100

## Progettisti
- Renzo Piano;
- Norman Foster;
- Richard Rogers;
- Shigeru Ban;
- Richard Leplastrier;
- Edward Mazria
- Mario Cucinella

## Casi di studio
- BedZED
- Torre HSBC
- Chorlton Park Apartments
- i.lab

## Normative
Nel 2024 si è reso evidente come lavorare sulla prestazione energetica nell'edilizia per raggiungere gli obbiettivi del Green Deal europeo sia necessario rendere gli edifici esistenti del tipo sostenibile, edifici sostenibili che possono essere classificati come:.
- Edificio a emissioni zero: un edificio ad altissima prestazione energetica, con un fabbisogno di energia pari a zero o molto basso, che produce zero emissioni in loco di carbonio da combustibili fossili e un quantitativo pari a zero o molto basso, di emissioni operative di gas a effetto serra
- Edificio a energia quasi zero: un edificio ad altissima prestazione energetica, che non è peggiore del livello ottimale in funzione dei costi per il 2023 comunicato dagli Stati membri, nel quale il fabbisogno energetico molto basso o quasi nullo è coperto in misura molto significativa da energia da fonti rinnovabili, compresa l'energia da fonti rinnovabili prodotta in loco o l'energia da fonti rinnovabili prodotta nelle vicinanze

L'obbiettivo è quello di arrivare al 2050 con tutti gli edifici dell'Unione Europea ad emissione zero.